# Mon (heraldiek)

Mon van de Japanse Keizer

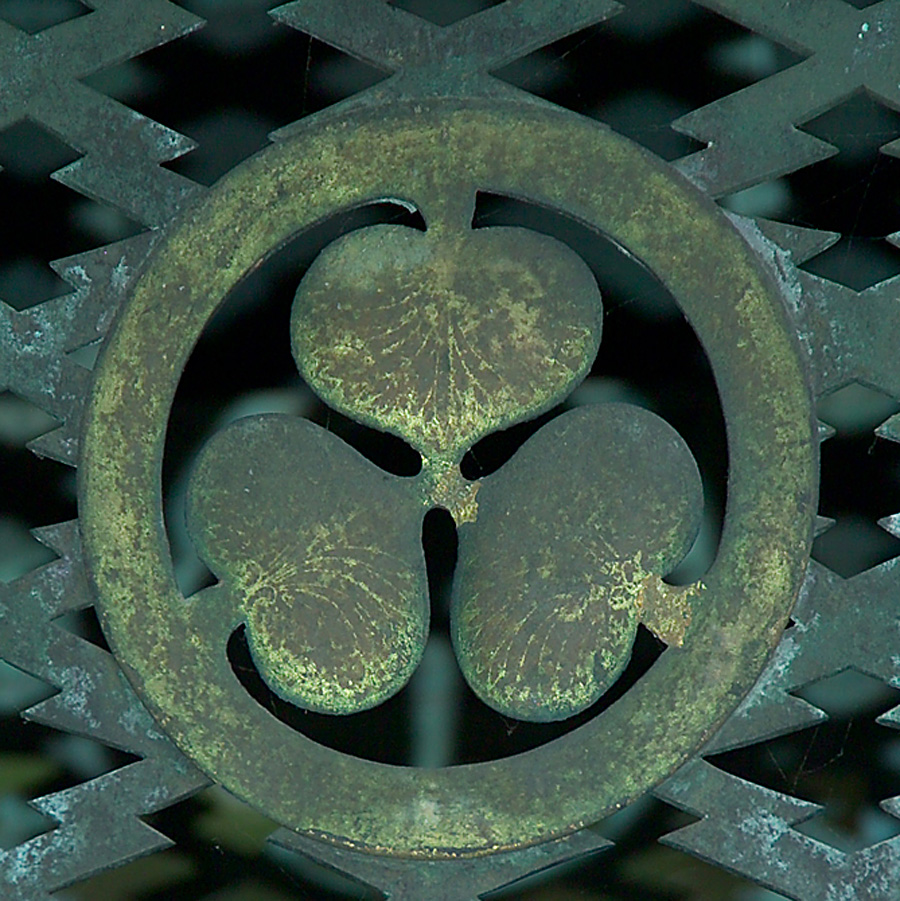
Mon van de Tokugawa op een stenen lantaarn

Een mon (紋) is een Japans teken of embleem dat eigen is aan een familie en daarom met de, geheel los van de "mon" ontstane, Europese heraldiek vergeleken wordt. De meeste mon zijn in een enkele kleur afgebeeld en meestal gaat het om een gestileerd dier of een gestileerde plant binnen een versierde cirkel.
De uitspraak van mon is ook in het Nederlands eenvoudig "mon", het meervoud is ook "mon". Daarnaast bestaat monshō (紋章), mondokoro (紋所) en kamon (家紋). Het begrip mon is gereserveerd voor het symbool en ieder symbool is een mon. Met kamon en mondokoro worden uitsluitend de hieronder beschreven familiesymbolen aangeduid. Een passende Nederlandse vertaling is moeilijk te geven; de Duitsers laten mon onvertaald en de Engelsen geven "crest" of "badge" maar deze begrippen komen in het Nederlands niet voor. De Mon zijn ook, voor zover het gebruik betreft, duidelijk verwant aan de huismerken.

## Geschiedenis
Men ziet de eerste mon in de "Asuka-periode" in de zevende eeuw van onze jaartelling ontstaan. In de Heian-periode in de 12e eeuw waren de mon bij vooraanstaande families algemeen in gebruik. De samurai gebruikten de mon om op het slagveld herkenbaar te zijn en de mon werd ook op de banieren van de feodale baanderheren afgebeeld die met hun eigen legertjes ten strijde trokken.
In het midden van de Edo-periode, het shogunaat, (1603-1687) begonnen alle families hun eigen mon te gebruiken. De mon werd een "gezonken cultuurgoed" en werd op gebruiksvoorwerpen en kimono afgebeeld. Ook nu nog hebben veel Japanse families hun eigen mon die in het dagelijks leven geen grote rol speelt maar bij ceremoniële gelegenheden en als huismerk worden gebruikt .Bij het Japanse dodenfeest (Obon) worden de mon veel gebruikt.

## Heraldiek
Net als in grote delen van Europa wordt het Japanse familiewapen dat de vorm van een mon heeft en "kamon" werd genoemd, door de opeenvolgende generaties van een huis of "honke" gebruikt. Wanneer een zijtak ("bunke") ontstaat wordt de kamon ietswat gewijzigd.
Als persoonlijk teken , maar nooit op zegels, kan een lid van een honke of bunke een "kaemon" gebruiken. Deze laatste mon is iets gewijzigd ten opzichte van de kamon. Ook deze kamon worden door opeenvolgende generaties gebruikt. Er zijn ook families die meerdere mon naast elkaar gebruiken.
De mon verschillen van de Europese familiewapens omdat zij soms "badges" of emblemen zijn en geen gelijkenis met de kamon van de honke hebben. Soms is dat opzettelijk zo en zijn zij een geheim herkenningsteken. Ook het dragen van mon met het embleem van de schoonfamilie komt wel voor.
De mon zijn meestal in een enkele kleur afgebeeld maar er bestaan uitzonderingen zoals de in de privé vertrekken van de Japanse aristocratie getoonde "kyomon" en "datemon" die met kleurige linten en op de Europese schildhouders gelijkende figuren worden gecombineerd. Het in het openbaar afbeelden of tonen van dergelijke kyomon geldt in Japan als een teken van slechte smaak. De kyomon worden wel uitgewisseld door geliefden maar ook dan zal de buitenwereld ze niet te zien krijgen.
Het ontstaan van de mon is vaak met sagen en legenden omringd. Zo wordt het prestige van de mon en van de drager, vergroot. Veel mon zijn "sprekende wapens" en de afbeelding heeft dus een versluierde betekenis. De naam van de symbolen klinkt dan als de naam van de gebruiker.
De volgorde van de heraldische elementen in de mon is in een schema onder te brengen. Zo kunnen de mon gemakkelijk worden teruggevonden in naslagwerken.
De oudste mon waren emblemen in de kleding. Pas later vonden zij hun weg naar de schilden en vaandels van de samoerai. Dat houdt in dat de ontwikkeling van de mon dus tegengesteld is aan dat van de Europese familiewapens die als schildversiering begonnen. De mon van de Tenno of "Keizer" is een gouden zestienbladige chrysanthemumbloem en is sinds de Meiji-restauratie ook het wapen en embleem van het keizerrijk Japan. In de kapel van de Orde van de Kousenband in Windsor liet de Japanse keizer een Europese helm met een in hout gesneden mon als helmteken aanbrengen.

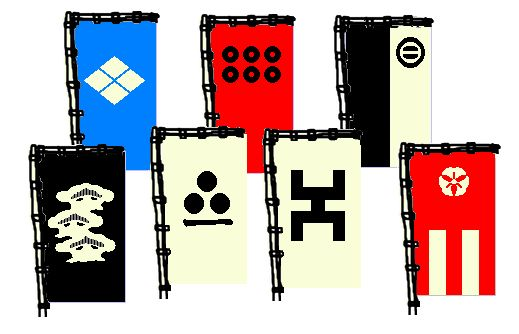
Sashimono

## Afbeelding en opbouw van een mon
De mon werden al snel vrijwel allemaal in een cirkel gevat en deze cirkel bevat voor de kenner herkenbare symbolen. Wanneer er meerdere symbolen in de mon en op de rand worden afgebeeld zijn zij allemaal in dezelfde kleur gehouden. Een deling in kwartieren komt niet voor en de symbolen staan naast elkaar geschikt. De rand kan worden weggelaten want de kern van de mon is de figuur in het midden. Kenmerkend voor de mon is dat zij van grotere afstand duidelijk herkenbaar zijn.

## Gebruik van de mon in kleding
In het Chinees, waarvan Japan het schrift overnam, betekent de klank "mon" tekening of patroon. Alleen de heraldische betekenis van het karakter "mon" wordt in Japan herkend en gebruikt.
Traditioneel wordt de mon op vijf plaatsen op de kimono afgebeeld; op de linker- en rechterborst, mouwen en rug. De kamon wordt desondanks ook weleens als patroon gebruikt voor zeer luisterrijke, maar weinig gedragen, kimono’s.

### Militair gebruik

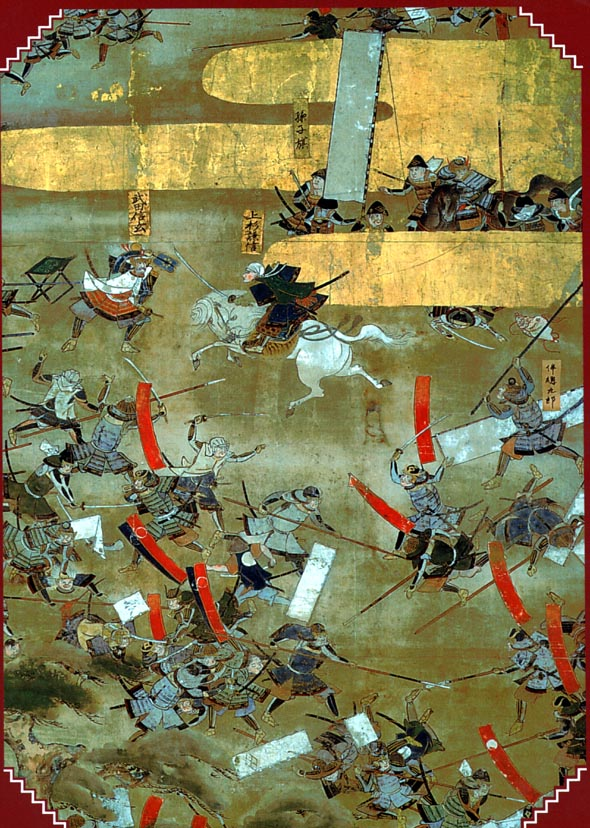
Veldslag in de Sengoku-periode. De strijders dragen Mon op hun textielen sashimono.

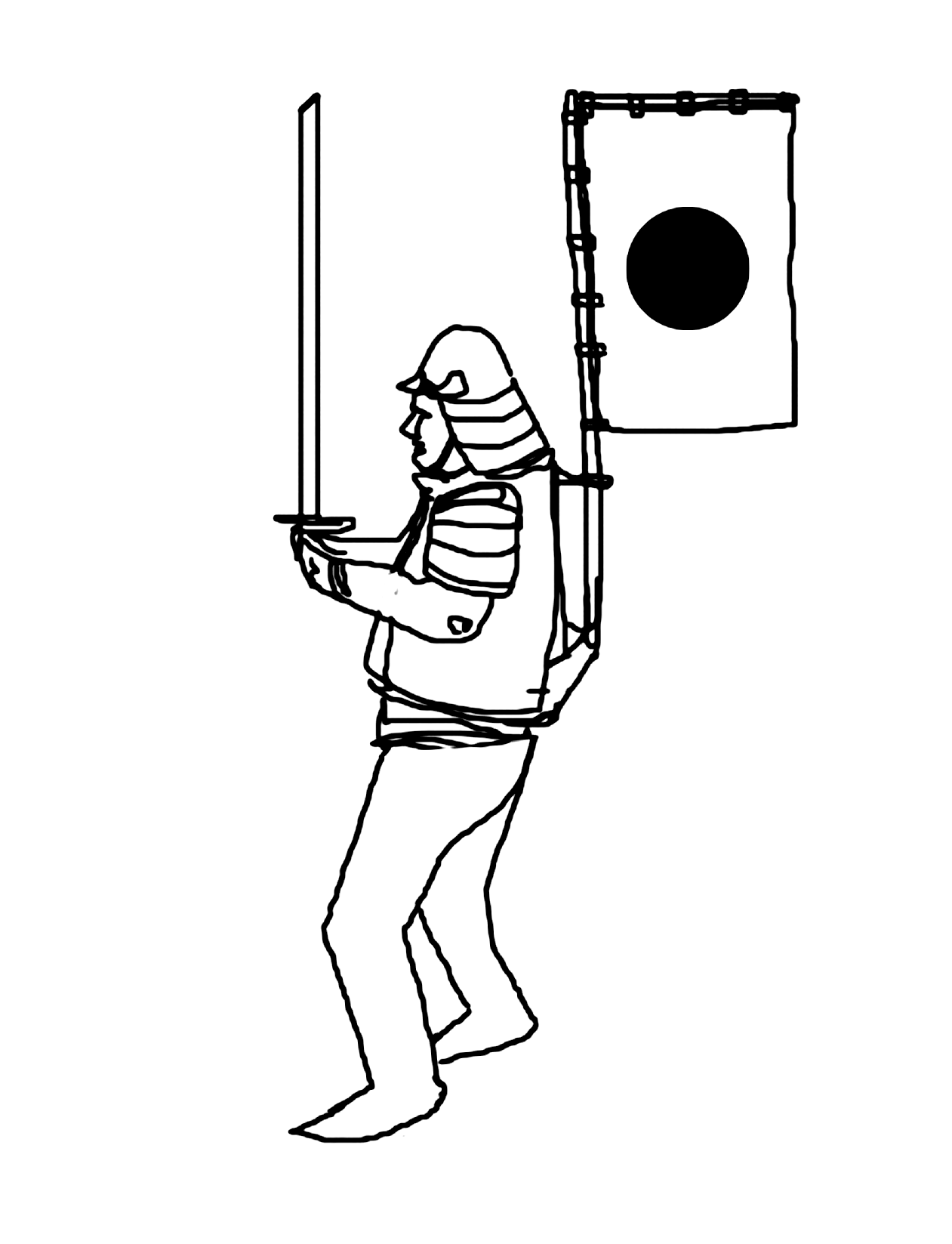
Een Japanse soldaat draagt de sashimono

De mon kan op alle voorwerpen die in het gevecht of tijdens de veldtocht werden gebruikt worden teruggevonden. Men ziet mon op sjabrakken, zadels, tenten, wimpels, handschoenen en op ieder onderdeel van het harnas terug.
Op "sashimono", kleine vaandels die een soldaat op de rug droeg, staat de mon van zijn meester afgebeeld. Ook op de rug van cavaleristen zijn tijdens de middeleeuwen wel mon van feodale krijgsheren in de vorm van op sashimono bevestigd.

### Gebruik van mon in de huishouding
De mon wordt vaak op lampions afgebeeld. Het eenkleurige ronde embleem kan makkelijk op papier worden gestempeld maar is nooit gebruikt als zegel, daarvoor gebruiken de Japanners uitsluitend Chinese karakters. Als huismerk kan een Mon op alle mogelijke voorwerpen voor dagelijks gebruik worden geschilderd.

### Mon in het Westen
Beoefenaren van Japanse vechtsporten en liefhebbers van Go gebruiken graag een mon en kiezen soms de mon van een bestaande familie. Dat wordt in Japan als onbehoorlijk beschouwd.
Op menukaarten van sushirestaurants worden ook veel mon afgebeeld.

## Afbeeldingen

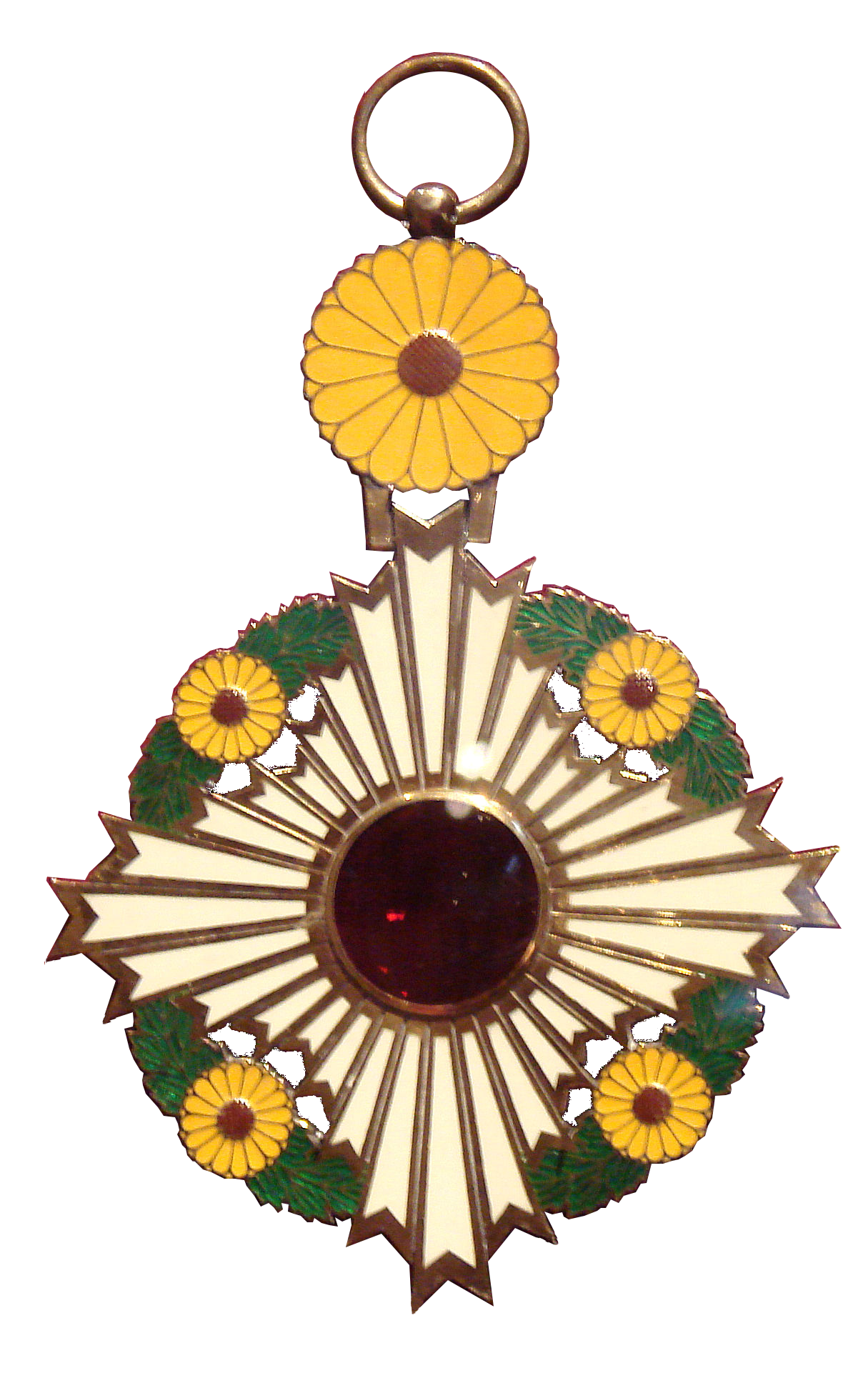
De Keizerlijke mon in een ster van de Orde van de Chrysanthemum.Particuliere verzameling. Groningen.
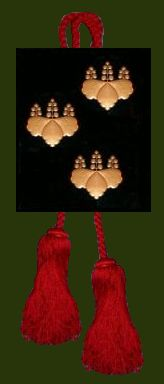
Op deze lakdoos staat de mon van de Japanse Minister-President.Particuliere verzameling. Groningen.
Agehanochō
Chigai bishi
Daki Myōga
Gion Mamori
Gomaisasa
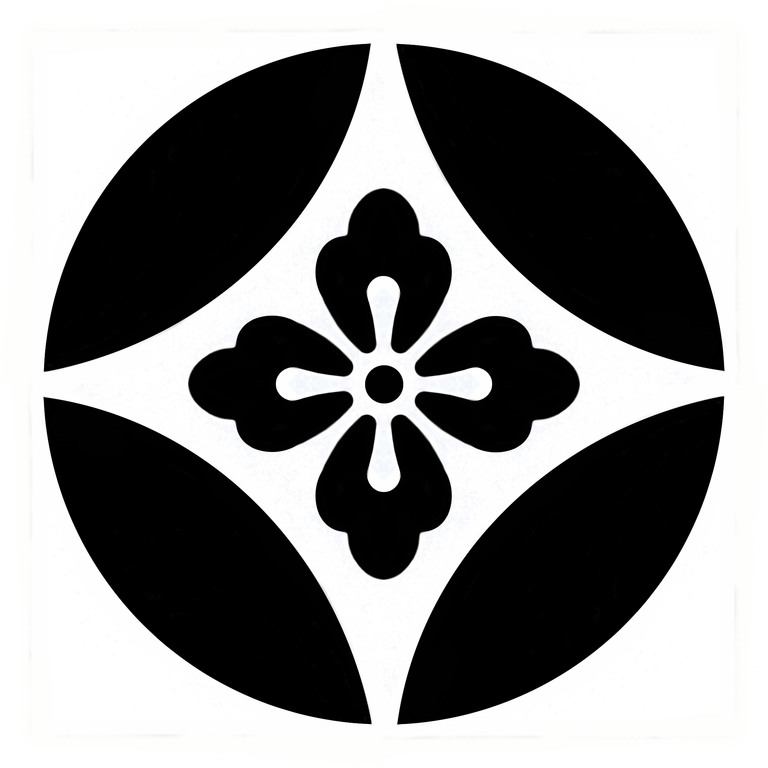
Hana Wachigai
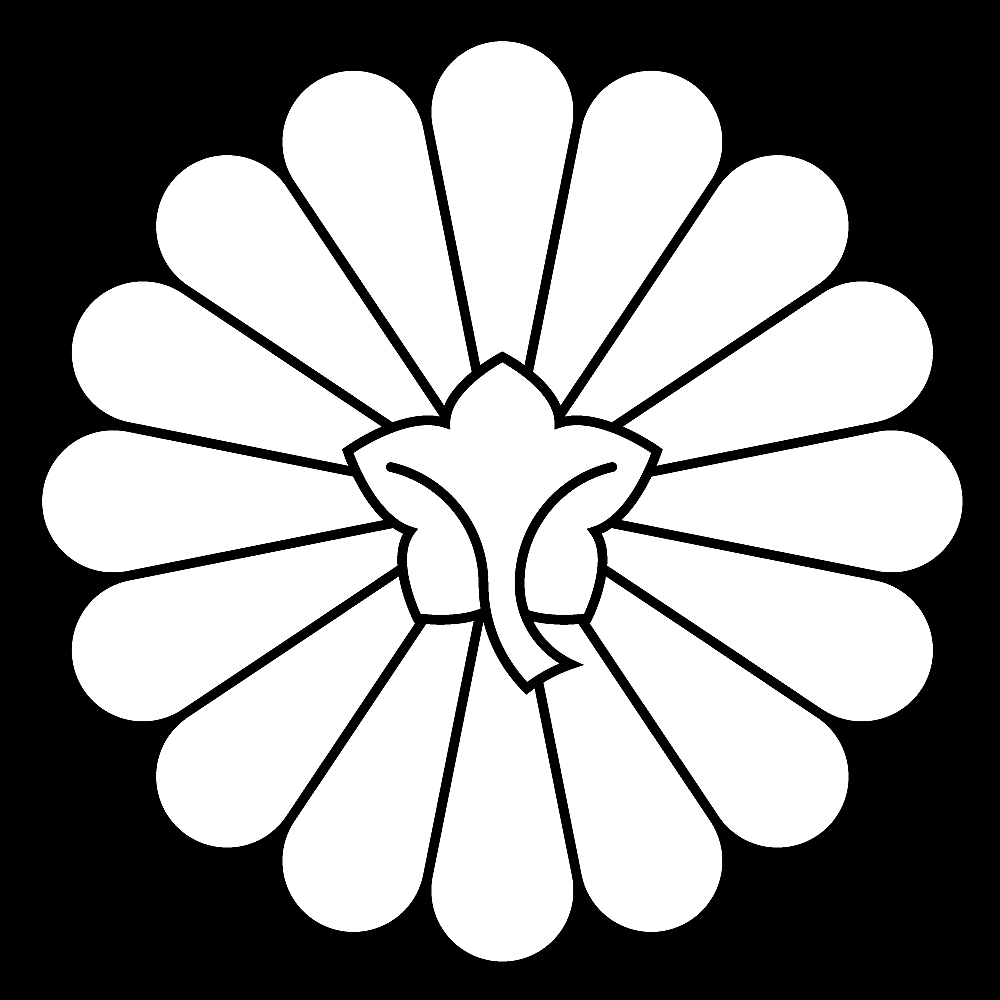
Jūroku Uragiku
Kugi Nuki
Mitsuba Aoi
Maruni Hidari Sangaimatsu
Maruno Uchini Mitsuhikiryō
Mitsu Uroko
Mitsubishi
Mitsugumi Tachibana
Mimasu
Musubi Mitsugashiwa
Nakagawake Kurusu
Sasa Rindō
Sumikiri Hanakaku
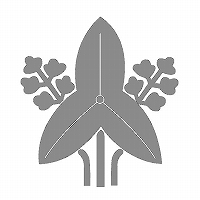
Tachi Omodaka
Yotsu Hanabishi